# NGC 4538
NGC 4538 is een spiraalvormig sterrenstelsel in het sterrenbeeld Maagd. Het hemelobject werd op 22 maart 1865 ontdekt door de Duitse astronoom Albert Marth.

## Synoniemen
- MCG 1-32-105
- ZWG 42.161
- ARAK 378
- VCC 1576
- IRAS12320+0336
- PGC 41850